# Angelini-Gruppe
Die Angelini-Gruppe ist ein international tätiger italienischer Konzern in den Bereichen Pharma, Konsumgüter, Maschinenbau und Weinbau mit Niederlassungen in 21 Ländern.

## Geschichte
Die Angelini-Gruppe begann im Jahr 1919 in einem kleinen Labor in Ancona.
Im Jahr 1940 gründete Angelini das Unternehmen A.C.R.A.F (Aziende, Chimiche, Riunite Angelini Francesco-Vereinte Chemische Unternehmen Angelini Francesco), dessen Hauptaktivitäten bis heute die Produktion und der Vertrieb von Arzneimitteln sind.
Gleich nach dem Zweiten Weltkrieg importierte Francesco Angelini Vitamin B12 nach Italien, ein Stärkungsmittel für die Behandlung von Anämie, einer zu jener Zeit weit verbreiteten Krankheit. Unter dem Markennamen Dobetin vertrieb er es am italienischen Markt.
Zusammen mit seinem Sohn Igino beschloss Francesco Angelini in den frühen 1950er Jahren, nach Rom zu expandieren, wo sich der Sitz der Unternehmensführung befindet. Das Unternehmen diversifizierte sich in weiterer Folge und trat in den Massenkonsumgüter-Markt ein.
Im Jahr 1958 wurde das Unternehmen Fater in Pescara gegründet. Im selben Jahr wurde das schmerzlindernde und fiebersenkende Arzneimittel Tachipirina (Paracetamol) am Markt eingeführt.
Im Jahr 1963 reagierte Fater auf den großen Babyboom und führte mit der Marke Lines die erste Einweg-Babywindel am italienischen Markt ein. Zwei Jahre darauf gingen die ersten Damenbinden von Lines in Massenproduktion. Nach dem Tod von Francesco Angelini im Jahr 1964 übernahm sein Sohn Igino die Leitung des Unternehmens. Die 1960er Jahre markierten auch den Beginn einer neuen Ära in der pharmazeutischen Forschung von Angelini. In den 1960er und 1970er Jahren wurden Wirkstoffe wie Oxolamin (gegen Husten), Benzydamin (entzündungshemmend), Trazodon (Antidepressivum) und Dapiprazol (Augentropfen) entwickelt.
In den 1980er Jahren begann mit der Gründung von Produktionsstätten und Geschäftsstrukturen in Spanien und Portugal der Internationalisierungsprozess der Angelini-Gruppe. Im Jahr 1985 führte Angelini in Italien unter dem Markennamen Moment(Ibuprofen) ein Schmerzmittel für die Selbstmedikation bei Kopfschmerzen ein.
Nach dem Tod von Igino Angelini im Jahr 1993 übernahm sein Sohn Francesco die Gruppe und bildete im Bereich Gesundheit und Hygiene eine Allianz mit Procter & Gamble. Mitte der 1990er Jahre erweiterte Francesco Angelini den Handelsbereich Agrar- und Nahrungsmittel, welcher bereits in den späten 1950er Jahren gegründet worden war. Seit 1993 ist Angelini mit Wein, Öl und Wurstwaren international vertreten.
Seit dem Jahr 2000 ist Angelini Hersteller und Vertreiber von Generika in Italien. Im selben Jahr schloss sich Amuchina, ein Hersteller von antibakteriellen Desinfektionsmitteln aus Genua, der Angelini-Gruppe an. Zwischen 2000 und 2001 erwarb Angelini Helsinn Produtos Farmacêuticos und Helfarma Produtos Farmacêuticos, zwei portugiesische Pharmaunternehmen, die im Unternehmen Farmacêutica Angelini fusionierten. Im Jahr 2002 erwarb Angelini die Firma Farmamed, ein in der Vermarktung von parapharmazeutischen Produkten tätiges Unternehmen in Italien. Im Jahr 2003 hielt Angelini mit dem Erwerb von Body Spring Einzug in den Markt für pflanzliche Produkte und Nahrungsergänzungsmittel.
In den letzten Jahren legte Angelini durch Handelsabkommen und Partnerschaften den Grundstein für die weitere weltweite Expansion. Zunächst erwarb die Gruppe einen wesentlichen Anteil an Elder Pharma, ein Pharma-Unternehmen auf dem indischen Markt. Im Jahr 2007 erwarb Angelini die CSC Pharmaceuticals, ein in Zentral- und Osteuropa aktives Pharmaunternehmen (bereits seit 1998 strategischer Partner der Gruppe) und den griechischen Pharmakonzern Faran. Seit 2009 wurde Angelini Teil des Konzerns Alcavis HDC LLC, ein amerikanisches Unternehmen, das Antiseptika und Desinfektionsmittel vertreibt, und des pakistanischen Pharmaunternehmens Scharper Pakistan. Zwischen 2010 und 2011 wurde darüber hinaus die Präsenz im Weinsektor mit dem Erwerb des Weingutes Puiatti in Friaul und der Firma Bertani verstärkt.
Im Jahr 2011 kaufte Procter & Gamble, italienischer Marktführer in Deodorants und Intimhygiene, die Marke Infasil auf. Im gleichen Jahr machte Angelini erste Schritte in der Türkei mit der Übernahme des Pharmaunternehmens Cinay Kimya Sanayi Ve Ticaret AS. Im Jahr 2012 erweiterte sich das Produktportfolio der Angelini-Gruppe durch die Marken ACE und Neoblanc (Haushaltsreinigungsprodukte) erworben durch das Unternehmen Fater.
Angelini hat im Jahre 2013 Anteile der Firma ITF erworben. ITF ist eine italienisch/deutsche Firma im Bereich Parfum und Kosmetik.
Im Januar 2021 wurde das Schweizer Biotechunternehmen Arvelle Therapeutics für 960 Millionen Dollar übernommen.

## Geschäftszweige

### Pharma

Angelini Pharma

Angelini betreibt im Bereich Pharma die Forschung, Entwicklung, Herstellung und Vermarktung von Wirkstoffen, Arzneimitteln, Medizinprodukten und Nahrungsergänzungsmitteln. Das Unternehmen ist international in den Bereichen Schmerz und Entzündung, Psychiatrie/Neurologie, Erkältung, Gynäkologie und Intimhygiene vertreten.
An den Firmensitzen in 17 Ländern (Italien, Spanien, Portugal, Österreich, Polen, Tschechien, Slowakei, Ungarn, Rumänien, Bulgarien, Slowenien, Kroatien, Griechenland, USA, Pakistan, Türkei und Russland) sind rund 2.600 Mitarbeiter tätig, darunter 100 Forscher.
Zu Angelinis bekanntesten internationalen Arzneimittel-Marken zählen das Antidepressivum Trittico (Trazodon), Tantum und Aulin (Nimesulid). Sie werden weltweit durch Lizenzverträge und Exportverträge mit mehr als sechzig Partnern vermarktet. Weitere Erzeugnisse sind der Entzündungshemmer Benzydamin und das Antibiotikum Prulifloxacin. Alle Wirkstoffe gingen aus eigener Forschung hervor. Der prozentuale Umsatz außerhalb Italiens ist von etwa 15 % im Jahr 2000 auf mehr als 50 % im Jahr 2013 gestiegen.

### Hygiene-Pflege- und Haushaltsprodukte
Fater, seit 1992 ein paritätisches Joint Venture zwischen Angelini und Procter & Gamble, ist im italienischen Markt für Produkte im Hygiene- und Pflegeproduktebereich. Das Produktportfolio mit Marken wie Lines, Pampers, Linidor, Dignity, Tampax und Tempo wurde im Jahr 2012 durch den Erwerb der Marken ACE und Neoblanc erweitert. Das Unternehmen ist damit auch in den Haushaltsreinigungsprodukte-Markt eingetreten. Im Jahr 1958 von der Familie Angelini gegründet, ist Fater heute ein Unternehmen mit rund 1.000 Mitarbeitern. Der Firmen-Hauptsitz sowie die Produktionsstätten befinden sich in Pescara und der jährliche Umsatz beträgt circa 968 Millionen Euro.

### Maschinenbau
Mit dem Unternehmen Fameccanica agiert Angelini weltweit in der Planung, Konstruktion und Installation von integrierten Produktionslinien für die Sanitärindustrie von Damenbinden.
Das Werk Fameccanica liegt in Sambuceto von S. Giovanni Teatino (CH), in dem Maschinen für die industrielle Herstellung von Babywindeln und Damenbinden, entworfen und hergestellt werden. Vier Unternehmen zählen heute zur Gruppe Fameccanica: Fameccanica Data Spa in Italien, Fameccanica Machinery in Shanghai, Fameccanica do Brasil und Fameccanica North America.

### Weinbau
Das Weingut Angelini, die Bertani Domains S.R.L. betreibt Weinbau sowie Weinerzeugung. Die Weinbau-Gruppe besteht aus sechs Unternehmen – in ihrem Besitz befinden sich 310 Weinberge mit insgesamt circa 1600 Hektar Grund. Die Gesamtproduktion der Weingüter beträgt ca. 1,5 Millionen Flaschen pro Jahr.
Auf den drei historischen toskanischen Weingütern, produziert Bertani Domains S.R.L. Weine in den drei Ursprungsbezeichnungen: Brunello di Montalcino (Val di Suga in Montalcino), Vino Nobile di Montepulciano (TreRose in Montepulciano) und Chianti Classico (San Leonino in Castellina in Chianti). In der Tenuta Collepaglia in Castelli di Jesi wird Verdicchio dei Castelli di Jesi Classico Superiore produziert. Die Weinkellerei Puiatti im Friaul ist bekannt für ihre DOC Weine aus Collio und Isonzo. Das Unternehmen Bertani ist für die Herstellung von Amarone della Valpolicella in Valpantena im Norden von Verona bekannt.

### Parfums
Idesa Parfums kreiert und vertreibt weltweit Parfums und Essenzen. Gegründet im Jahre 1963, Idesa ist Anbieter von sieben Parfümerien auf dem spanischen Markt, wo seine Produkte in 3000 Verkaufsstellen zu finden sind. Düfte aus dem Hause Idesa werden in 85 Ländern in Europa, Fernost und Asien, USA, Zentral- und Südamerika vertrieben. Zu den Düften, die Idesa entwickelt hat und vertreibt, zählen Parfums von Moschino, Armand Basi, Mandarina Duck, Angel Schlesser, Custo Barcelona, Joaquín Cortés, Women’s Secret sowie die Kosmetiklinie von Anne Moeller. In Spanien ist das Unternehmen im Besitz der alleinigen Vertriebsrechte der Düfte aus dem Hause. Seit 2013 hat sich Angelini, im Bereich Parfums mit einer Teilübernahme von ITF Italien und mit der Gesamtübernahme von ITF Deutschland, vergrößert.
ITF, im Jahr 2002 in Mailand gegründet, entwickelt und vertreibt Parfums und Kosmetik mit Markennamen wie Blumarine, DSquared2, Pomellato und Trussard.

## Forschung & Entwicklung

### Aktuelle Forschungsprojekte
Die Forschungs- & Entwicklungsabteilung (R&D) beschäftigt sich aktuell vor allem mit der Entwicklung neuer Arzneistoffe, der Identifizierung von neuen Indikationen bereits auf dem Markt befindlicher Arzneimittel und der Erweiterung des Produktportfolios.
Angelini R&D ist am IDDN (Italian Drug Discovery Network) beteiligt, das sowohl weitere italienische Pharma-Unternehmen als auch öffentliche Forschungseinrichtungen einschließt. Das Ziel von IDDN ist, die Zusammenarbeit zwischen öffentlicher und privater Forschung in der Identifizierung neuer pharmakologisch wirksamer Verbindungen zu fördern.
Die wichtigsten Projekte von R&D betreffen folgende therapeutische Bereiche: Schmerz/Entzündung, Psychologie/Neurologie (affektive Störungen und Schlafstörungen), Infektionskrankheiten.
Das von Angelini patentierte und entwickelte Antidepressivum Trazodon ist ein Beispiel für ein multifunktional wirkendes Arzneimittel. Trazodon ist ein Serotonin-5-HT2-Antagonist und 5-HT Reuptake-Inhibitor und unterscheidet sich in seinem Wirkmechanismus von anderen Antidepressiva insofern, als dass es abhängig von der Dosis unterschiedliche Wirkungen zeigt. Da die Serotonin-Wiederaufnahmehemmung (5-HT Reuptake-Inhibition) unter Trazodon geringer ausgeprägt ist als der 5-HT-Antagonismus, bedarf es einer höheren Dosierung, um beide Effekte zu erzielen. In niedriger Dosierung blockiert Trazodon die 5-HT2-Rezeptoren, dadurch steht die schlafnormalisierende und angstlösende Wirkung im Vordergrund. Unter dieser Dosierung werden nur ca. zehn Prozent der Serotonin-Wiederaufnahme gehemmt. Eine klinisch relevante Serotonin-Wiederaufnahmehemmung wird ab einer Dosis von ca. 150 mg erreicht – ab dieser Dosis wirkt Trazodon zusätzlich zur schlafnormalisierenden und angstlösenden Wirkung antidepressiv. Eine Zunahme des Serotonin-Spiegels im Gehirn wird induziert und eine serotonerge Übertragung hervorgerufen.

### Standorte
In den Forschungslabors der Angelini-Forschung in Santa Palomba und Rom arbeitet das Unternehmen mit Spezialisten zusammen. Die Forschungsteams verfügen über Mittel von In-vitro-Modellen, über die präklinischen Studien bis zur vollständigen klinischen Entwicklung des Arzneimittels den gesamten Entstehungsprozess abzudecken.
In den vergangenen 40 Jahren sind mehrere Arzneimittel aus der Angelini Forschung hervorgegangen. In der jüngeren Geschichte des Unternehmens wurden nach dem Erwerb der Lizenz des Fluorchinolons Prulifloxacin von der Firma Nippon Shinyaku die vollständige präklinische und klinische Entwicklung und die Zulassung und Vermarktung in mehreren europäischen Ländern realisiert.

## Produktion
Die Produktionsstandorte der Angelini-Gruppe befinden sich in den italienischen Städten Ancona, Aprilia, Casella und Pescara. Während in Ancona pharmazeutische Endprodukte erzeugt werden, werden in Aprilia pharmazeutische Rohstoffe produziert. Der Standort in Casella hat sich auf die Herstellung von Desinfektionsmittel der Marke Amuchina spezialisiert.